# Зёлово
Зёлово (бел. Зёлава) — деревня в Дрогичинском районе Брестской области Беларуси. Входит в состав Именинского сельсовета.

## География
Деревня находится в южной части Брестской области, при автодороге Н-634, на расстоянии приблизительно 20 километров (по прямой) к западо-северо-западу от города Дрогичина, административного центра района. Абсолютная высота — 150 метров над уровнем моря. Площадь населённого пункта — 0,7185 км².

## История
В письменных источниках начинает упоминаться начиная с XVI века.
По состоянию на 1905 год, в Зёлове проживало 454 человека. В административном отношении село являлось центром Зёловской волости Кобринского уезда Гродненской губернии.
Согласно Рижскому мирному договору (1921), деревня вошла в состав межвоенной Польши, являлась центром гмины Зёлово Кобринского повета Полесского воеводства. В 1921 году числилось 245 жителей, проживавших в 53 домах. В этническом составе населения того периода поляки составляли 93,1 % и евреи — 6,9 %. В конфессиональном составе населения преобладали православные христиане (80,8 %), иудеи (13,1 %) и католики (6,1 %).
С 1939 года в БССР, с 1940 года в составе Занивьевского сельсовета. В 1954 году включена в состав Именинского сельсовета.

## Население
По данным переписи 2019 года, в деревне проживало 84 человека.
| Год  | Население, человек |
| ---- | ------------------ |
| 1886 | 292                |
| 1890 | ↗ 419              |
| 1905 | ↗ 454              |
| 1921 | ↘ 245              |
| 1940 | ↗ 475              |
| 1959 | ↘ 354              |
| 1970 | ↗ 919              |
| 1995 | ↘ 20               |
| 2005 | ↘ 80               |
| 2009 | ↗ 102              |
| 2019 | ↘ 84               |